# Trichoniscus buturovici
Trichoniscus buturovici är en kräftdjursart som beskrevs av Pljakic 1972. Trichoniscus buturovici ingår i släktet Trichoniscus och familjen Trichoniscidae. Inga underarter finns listade i Catalogue of Life.